# اچ‌ام‌اس جالوت (۱۷۸۱)
اچ‌ام‌اس جالوت (۱۷۸۱) (به انگلیسی: HMS Goliath (1781)) یک کشتی بود که طول آن ۱۶۸ فوت (۵۱ متر) بود. این کشتی در سال ۱۷۸۱ ساخته شد.